# Pasquale Costanzo
Pour les articles homonymes, voir Costanzo.
 (décembre 2012).
Si vous disposez d'ouvrages ou d'articles de référence ou si vous connaissez des sites web de qualité traitant du thème abordé ici, merci de compléter l'article en donnant les références utiles à sa vérifiabilité et en les liant à la section « Notes et références ».
Pasquale Costanzo, né à Rapallo le 18 avril 1948 et mort en mai 2025, est un juriste académicien italien, constitutionnaliste,  professeur émérite à l'université de Gênes.

## Biographie
Pasquale Costanzo a été Coordonnateur des Doctorats en études constitutionnalistes italiennes, européennes et transnationales, en Méthodes et techniques de formation et d'évaluation de la législation et en Histoire constitutionnelle et administrative de l'époque moderne. Il a été Président du Groupe de Pise (2010-2012). Dans la période 2003-2005, il a été président du Conseil scientifique de l’Institut de Théorie et Techniques de l'information juridique du Conseil National des Recherches. Il a été parmi les premiers à promouvoir l'enseignement dans l’Université italienne, à côté de droit de l'information, du droit de l’informatique (1992) et du droit de l’internet (1998).
Il est l'auteur et le directeur de la revue juridique  Consulta OnLine  consacrée à la connaissance et à l'étude de la jurisprudence constitutionnelle italienne.

## Spécialisation
Il est spécialisé sur les thèmes du droit constitutionnel italien, de l'Union européenne, comparé, et du droit de l'information et des nouvelles technologies.

## Publications
- La pubblicità dei lavori parlamentari, La Piramide, Rome, (1981)
- (it) Lo scioglimento delle assemblee parlamentari, I, Teoria e pratica dello scioglimento dalle origini al parlamentarismo razionalizzato, Giuffrè, Milan, (1984)
- (it) Lo scioglimento delle assemblee parlamentari, II, Studio sui presupposti e i limiti dello scioglimento nell'ordinamento repubblicano italiano, Giuffrè, Milan, (1988)
- Commento all'art. 124 della Costituzione, in G. Branca - A. Pizzorusso (curr.), Commentario della Costituzione, Zanichelli-Il Foro italiano, Bologne-Rome, 1990
- Commento all'art. 126 della Costituzione, in G. Branca - A. Pizzorusso (curr.), Commentario della Costituzione, Zanichelli-Il Foro italiano, Bologne-Rome, 1990
- Commento alla d.t.f. VII, comma 2, della Costituzione, in G. Branca - A. Pizzorusso (curr.), Commentario della Costituzione, Zanichelli-Il Foro italiano, Bologne-Rome, 1990
- (it) L'organizzazione e il funzionamento della Corte costituzionale (ed.), Giappichelli, Turin, (1996)
- (it) L’informazione, Laterza, Rome-Bari, (2004)
- (it) La Costituzione del Principato di Monaco, 3ª edizione,  Giappichelli, Turin, (2006)
- (it) I tre “codici” della società dell’informazione (ed. con G. De Minico e R. Zaccaria,) Giappichelli, Turin, (2006)
- (it) Le zone d’ombra della giustizia costituzionale. I giudizi sulle leggi (ed. con R. Balduzzi), Giappichelli, Turin, (2007)
- (it) Costituzione della Corsica (1755), Liberilibri, Macerata, (2008)
- (it) La "nuova" Costituzione della Francia,  Giappichelli, Turin, (2009)
- (it) La qualità della normazione nella dialettica Governo-Parlamento (strumenti e tecniche nella XVI legislatura) (ed.),  Jovene, Naples, (2011)
- Lineamenti di diritto costituzionale della Liguria (ed.), Turin, Giappichelli, 2011
- (it) Lineamenti di diritto costituzionale dell'Unione europea (con L. Mezzetti e A. Ruggeri), , 5ª edizione, Giappichelli, Turin, (2019)
- Lineamenti di diritto costituzionale della Valle d'Aosta (ed.), Turin, Giappichelli, 2020